# Melazzo
Melazzo är en ort och kommun i provinsen Alessandria i regionen Piemonte i Italien. Kommunen hade 1 293 invånare (2018).